# Фурми (кантон)
Фурми (фр. Fourmies) — кантон во Франции, находится в регионе О-де-Франс, департамент Нор, округ Авен-сюр-Эльп.

## История
Кантон образован в результате реформы 2015 года. В его состав вошли упраздненные кантоны Сольр-ле-Шато и Трелон, а также отдельные коммуны кантонов Авен-сюр-Эльп-Нор, Авен-сюр-Эльп-Сюд и Мобеж-Сюд.

## Состав кантона
В состав кантона входят коммуны (население по данным Национального института статистики за 2017 г.):
- Авенель (2 495 чел.)
- Анор (3 220 чел.)
- Ба-Льё (349 чел.)
- Бев (167 чел.)
- Берель (146 чел.)
- Бёньи (635 чел.)
- Борьё (165 чел.)
- Бузиньи-сюр-Рок (402 чел.)
- Валле-ан-Фань (286 чел.)
- Ваттиньи-ла-Виктуар (243 чел.)
- Вилли (1486 чел.)
- Виньеи (2 903 чел.)
- Глажон (1 807 чел.)
- Дамузи (193 чел.)
- Димешо (399 чел.)
- Димон (314 чел.)
- Клерфе (371 чел.)
- Кольре (1 615 чел.)
- Кузольр (2 270 чел.)
- Кьевелон (131 чел.)
- Ле-Фонтен (229 чел.)
- Льеси (533 чел.)
- Мутье-ан-Фань (59 чел.)
- Обреши (268 чел.)
- Оэн (1 199 чел.)
- Рамузи (228 чел.)
- Рекиньи (2 413 чел.)
- Ренсар (182 чел.)
- Рузи (4 016 чел.)
- Сар-Потери (1 441 чел.)
- Семери (546 чел.)
- Сен-дю-Нор (2 892 чел.)
- Серфонтен (688 чел.)
- Сольр-ле-Шато (1 815 чел.)
- Сольрин (135 чел.)
- Трелон (2 856 чел.)
- Феллери (1 420 чел.)
- Ферон (567 чел.)
- Ферьер-ла-Петит (1 066 чел.)
- Фломон-Водреши (382 чел.)
- Фурми (11 727 чел.)
- Шуази (52 чел.)
- Эб (370 чел.)
- Экль (84 чел.)
- Эпп-Соваж (267 чел.)
- Эстрю (294 чел.)

## Политика
На президентских выборах 2022 г. жители кантона отдали в 1-м туре Марин Ле Пен 42,1 % голосов против 21,8 % у Эмманюэля Макрона и 14,8 % у Жана-Люка Меланшона; во 2-м туре в кантоне победила Ле Пен, получившая 63,1 % голосов. (2017 год. 1 тур: Марин Ле Пен – 38,1 %,  Жан-Люк Меланшон – 17,7 %, Эмманюэль Макрон – 15,9 %, Франсуа Фийон – 14,8 %; 2 тур: Ле Пен – 57,1 %).
С 2015 года кантон в Совете департамента Нор представляют вице-мэр коммуны Рузи Кароль Дево (Carole Devos) (Разные правые) и мэр города Фурми Микаэль Иро (Mickaël Hiraux) (Республиканцы).
|                | Кандидаты                 | Партия                   | Первый тур | Первый тур     | Второй тур | Второй тур |
| Кол-во голосов | Кандидаты                 | Партия                   | % голосов  | Кол-во голосов | % голосов  |            |
| -------------- | ------------------------- | ------------------------ | ---------- | -------------- | ---------- | ---------- |
|                | Кароль Дево Микаэль Иро   | Правый блок              | 4 471      | 40,73          | 7 384      | 67,11      |
|                | Жимми Бондон Линда Демаши | Национальное объединение | 2 916      | 26,57          | 3 619      | 32,89      |
|                | Жозьян Сулек Клеман Ших   | Разные левые             | 1 987      | 18,10          |            |            |
|                | Жоэль Буттефё Патрик Деэн | Вперёд, Республика!      | 1 602      | 14,60          |            |            |

|                | Кандидаты                       | Партия                  | Первый тур | Первый тур     | Второй тур | Второй тур |
| Кол-во голосов | Кандидаты                       | Партия                  | % голосов  | Кол-во голосов | % голосов  |            |
| -------------- | ------------------------------- | ----------------------- | ---------- | -------------- | ---------- | ---------- |
|                | Кароль Дево Микаэль Иро         | Правый блок             | 5 296      | 29,78          | 9 902      | 58,84      |
|                | Мариз Габе Филипп Деллатр       | Национальный фронт      | 6 161      | 34,64          | 6 927      | 41,16      |
|                | Кристин Баттё Жан-Люк Пера      | Социалистическая партия | 4 856      | 27,30          |            |            |
|                | Карин Ришпен Жан-Ив Тьебо       | Левый фронт             | 905        | 5,09           |            |            |
|                | Жан-Шарль Курню Мари-Клод Рондо | Крайне левые            | 567        | 3,19           |            |            |